# Casa a la plaça Major, 6 (Llançà)
La Casa a la plaça Major, 6 és una obra de Llançà (Alt Empordà) inclosa a l'Inventari del Patrimoni Arquitectònic de Catalunya. Situat dins del nucli urbà de la població de Llançà, a l'extrem sud-est de la plaça Major i formant cantonada amb el carrer de la Pilota, al costat del nucli antic del terme.

## Descripció
Edifici cantoner de planta més o menys rectangular, format per diversos cossos adossats. El cos principal presenta la coberta plana utilitzada com terrat i està distribuït en planta baixa i dos pisos. La façana orientada al carrer presenta les obertures rectangulars amb els emmarcaments arrebossats. Als pisos superiors són balcons exempts, mentre que a la planta baixa la porta ha estat transformada per adaptar-la a un ús comercial. Per la banda de tramuntana hi ha un cos rectangular adossat amb la coberta d'un sol vessant, format per un porxo obert a la plaça mitjançant tres arcs rebaixats motllurats en gradació. A l'interior, el porxo està cobert per dues voltes catalanes separades per un gran arc rebaixat. La porta d'accés principal a l'interior és rectangular i es troba sota el porxo.
La construcció està arrebossada i pintada de color marronós.

## Història
Al segle xviii, a conseqüència del gran prosperitat assolida gràcies a la producció i exportació del vi de Llançà, es va considerar la conveniència de construir una nova església més gran al poble, tot enderrocant la vella d'estil romànic que es trobava situada al nord est del recinte emmurallat. A l'espai on s'ubicava la vella església de sant Vicenç es va obrir la Plaça Major, on al número 6 es va bastir aquesta casa.